# ビロボール
ビロボール(Bilobol)は、長い脂肪族鎖とフェノール環を持つフェノール脂質の1種であるアルキルレゾルシノールである。強い皮膚刺激性を持つ。ウルシ属植物が含有するウルシオールとの交叉反応を示すため、ウルシかぶれを生じる人では、イチョウでも皮膚炎を生じる事がある。

## 天然の存在
ビロボールは、イチョウ(Ginkgo biloba)の果実に含まれる。